# Viviane Romance
Viviane Romance (Pauline Ronacher Ortmans: Roubaix, 4 de juliol de 1912 – Niça, 25 de setembre de 1991) va ser una actriu teatral, cinematogràfica i televisiva de nacionalitat francesa, amb un repertori de papers que van fer-ne la dona fatal per excel·lència del cinema francès de les dècades de 1930 i 1940.

## Biografia
Va debutar als 13 anys com a ballarina al Théâtre de la Ville. Als 14 anys es va incorporar al ventall del Moulin Rouge, coincidint amb la gran Mistinguett. Després va ballar French cancan al Bal Tabarin. Amb 16 anys es va passar a l'opereta i al gènere teatral de boulevard. Escollida Miss París als 18 anys, va provocar un nou escàndol quan es va saber que estava embarassada. Desprovista del seu títol, a canvi va guanyar una considerable popularitat.
A partir de 1931 va actuar al cinema fent petits papers, destacant per primer cop en el film Princesse Tam Tam (1935). Després va fer un fugaç paper de ballarina de cabaret a Liliom, de Fritz Lang, i va conèixer Julien Duvivier, que li va donar un paper a La Bandera. A l'any següent va treballar a La Belle Équipe, al costat de Jean Gabin i Charles Vanel. L'èxit de la pel·lícula li va obrir les portes d'una carrera en la qual va encarnar prostitutes i vampiresses, entre altres personatges, encadenant els triomfs amb films com Naples au baiser de feu (1937), L'Étrange Monsieur Victor (1937), La Maison du Maltais (1938), Gibraltar (1938), etc. En les recaptacions dels films rodats abans de la Segona Guerra Mundial, ella sobrepassava Michèle Morgan i Danielle Darrieux.
El 1941 va actuar a Vénus aveugle, d'Abel Gance, un intent valent d'allunyar-se dels seus papers habituals, però que va desconcertar els seus seguidors fidels. També va rodar Carmen, de Christian-Jaque (film en el qual va treballar com a directora d'escena), i va ser la Reina dels Gitanos a la cinta Cartacalha, reine des gitans. Mentrestant va ser temptada per l'escriptura, i s'encarregà de l'argument de Feu sacré (1941) i La Boîte aux rêves (1945).
Va refusar rodar per a la Continental alemanya, però el 1942, pressionada per Otto Dietrich, cap del Propagandastaffel, es va sumar al grup d'actors convidats pels alemanys a visitar els estudis cinematogràfics de Berlín, amb Junie Astor, René Dary, Suzy Delair, Danielle Darrieux i Albert Préjean. A Berlín, l'agost de 1943, va acompanyar diversos artistes francesos, entre els quals Loulou Gasté, Raymond Souplex, Édith Piaf i Albert Préjean, i va posar davant la Porta de Brandenburg, amb motiu d'un viatge que tenia la suposada finalitat de promoure la cançó francesa. A causa de tot això va ser empresonada uns quants dies després de l'Alliberament, però no va rebre cap condemna, i finalment va ser posada en llibertat amb les disculpes del tribunal.
Finalitzada la Segona Guerra Mundial es va retrobar amb Duvivier, que li va oferir renovar els seus èxits. A Panique, adaptació d'una novel·la de Georges Simenon, va demostrar el seu talent interpretant una filla perversa. Però el seu personatge començava a estar obsolet. Encara va fer una bona interpretació a l'Affaire des poisons, de Henri Decoin, cinta en la qual encarnava la veïna.
En aquesta mateixa època Romance es va fer productora. El 1949 va produir el film més important de la seva carrera, Maya, que també va protagonitzar. La direcció va ser a càrrec de Raymond Bernard. No obstant això, algunes de les pel·lícules produïdes per ella van fracassar, i cap va passar a la posteritat.
Víctima de problemes financers, va vendre una gran part dels seus béns i es va retirar a viure a La Gaude, a la Costa Blava. Va reaparèixer el 1961 per fer una gira teatral per moltes poblacions de província, representant Noix de coco, de Marcel Achard. Romance va actuar per última vegada a la pantalla el 1974, amb un paper a la pel·lícula de Claude Chabrol Nada.
Romance va publicar el 1986 un llibre de memòries titulat Romantique à mourir. Va morir el 1991 a Niça, França. Les seves restes van ser incinerades, i les cendres van ser dispersades al castell de La Gaude, una antiga fortalesa templera situada en les altures sobre Cagnes-sud-Mer que ella havia restaurat el 1964.
Viviane Romance es va casar tres vegades. Els seus marits van ser els actors Georges Flamant (1937 - 1942) i Clément Duhour (1944 - 1952) i el director Jean Josipovici (1954 - 1956).

## Filmografia
Cinema
| - 1929: Paris Girls, d'Henry Roussell - 1931: Mam'zelle Nitouche, de Marc Allégret - 1931: Il est charmant, de Louis Mercanton - 1932: La Dame de chez Maxim's, d'Alexander Korda - 1933: Ciboulette, de Claude Autant-Lara - 1933: L'Épervier, de Marcel L'Herbier - 1933: Je te confie ma femme, de René Guissart - 1933: Justin de Marseille, de Maurice Tourneur - 1934: Liliom, de Fritz Lang - 1934: Zouzou, de Marc Allégret - 1934: L'Auberge du Petit-Dragon, de Jean de Limur - 1934: Mam'zelle spahi, de Max de Vaucorbeil - 1934: N'aimer que toi, d'André Berthomieu - 1935: La Bandera, de Julien Duvivier - 1935: Dédé, de René Guissart - 1935: Retour au Paradis, de Serge de Poligny - 1935: Marchand d'amour, d'Edmond T. Gréville - 1935: Les Yeux noirs, de Victor Tourjansky - 1935: Princesse Tam Tam, d'Edmond T. Gréville - 1935: L'Équipage, d'Anatole Litvak - 1935: Monsieur Prosper, de Robert Péguy - 1935: La Rosière des halles, de Jean de Limur - 1936: Une gueule en or, de Pierre Colombier - 1936: Les Deux Favoris, de Georg Jacoby i André Hornez - 1936: L'Ange du foyer, de Léon Mathot - 1936: Deuxième Bureau, de Pierre Billon - 1936: La Belle Équipe, de Julien Duvivier - 1937: Le Puritain, de Jeff Musso - 1937: Naples au baiser de feu, d'Augusto Genina - 1937: L'Homme à abattre, de Léon Mathot - 1937: L'Étrange Monsieur Victor, de Jean Grémillon - 1937: Le Club des aristocrates, de Pierre Colombier - 1937: Salónica, nido de espías, de Georg-Wilhelm Pabst - 1938: Der spieler, de Gerhard Lamprecht i Louis Daquin - 1938: La Maison du Maltais, de Pierre Chenal | - 1938: Prisons de femmes, de Roger Richebé - 1938: Gibraltar, de Fedor Ozep - 1939: Angélica, de Jean Choux - 1939: L'Esclave blanche, de Mark Sorkin - 1939: La Tradition de minuit, de Roger Richebé - 1941: Vénus aveugle, d'Abel Gance - 1942: Cartacalha, reine des gitans, de Léon Mathot - 1942: Le Feu sacré, de Maurice Cloche - 1943: Une femme dans la nuit, d'Edmond T. Gréville - 1945: Carmen, de Christian-Jaque - 1945: La Route du bagne, de Léon Mathot - 1945: La Boîte aux rêves, d'Yves Allégret i Jean Choux - 1946: L'Affaire du collier de la reine, de Marcel L'Herbier - 1947: Panique, de Julien Duvivier - 1947: La Maison sous la mer, de Henri Calef - 1947: La Colère des dieux, de Karel Lamač - 1948: Gli uomini sono némicli, d'Ettore Giannini - 1949: Maya, de Raymond Bernard - 1951: Passion, de Georges Lampin - 1951: Au cœur de la Casbah, de Pierre Cardinal - 1952: Les Sept Péchés capitaux, de Yves Allégret - 1952: Les femmes sont des anges, de Marcel Aboulker - 1952: Legione straniera, de Basilio Franchina - 1953: L'uomo, la bestia e la virtù, de Stefano Vanzina - 1954: La Chair et le Diable, de Jean Josipovici - 1955: Le Tournant dangereux, de Robert Bibal - 1955: Gueule d'Ange, de Marcel Blistène - 1955: L'Affaire des poisons, de Henri Decoin - 1956: Pitié pour les vamps, de Jean Josipovici - 1956: L'inspecteur connaît la musique, de Jean Josipovici - 1957: I segreti della notte, de Mario Matioli - 1960: Pelusa, de Javier Setó - 1962: Mélodie en sous-sol, de Henri Verneuil - 1974: Nada, de Claude Chabrol |

Televisió
- 1964: Le Mystère de Choisy, de Stellio Lorenzi
- 1972: La Dame aux camélias, de Pierre Cardinal
- 1973: Du plomb dans la tête, de Roger Dallier
- 1973: L'Éloignement, de Jean-Pierre Desagnat

## Teatre
- 1961: Noix de coco, de Marcel Achard, escenografia de Jean Meyer, Théâtre des Célestins